# مزداوند
مزداوند (بالفارسية: مزداوند) هي منطقة سكنية تقع في إيران في Marzdaran District. يقدر عدد سكانها بـ 1,028 نسمة .